# Kloster Sokolski

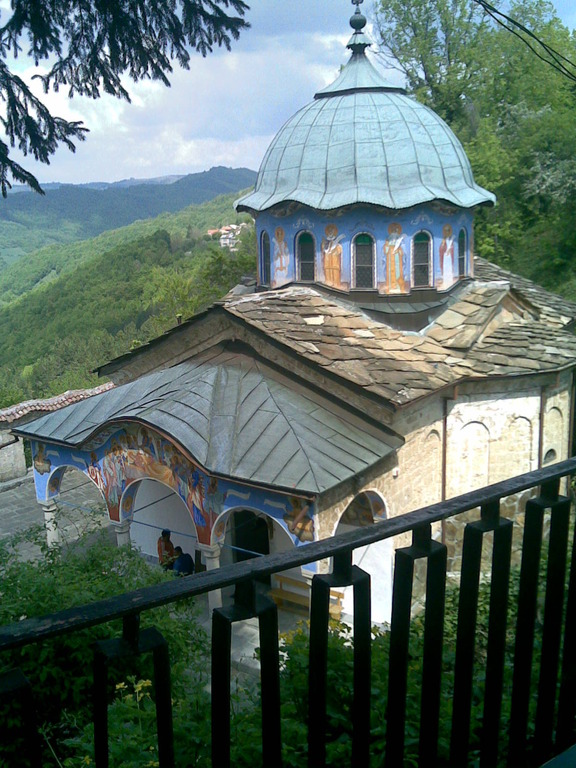
Die Klosterkirche

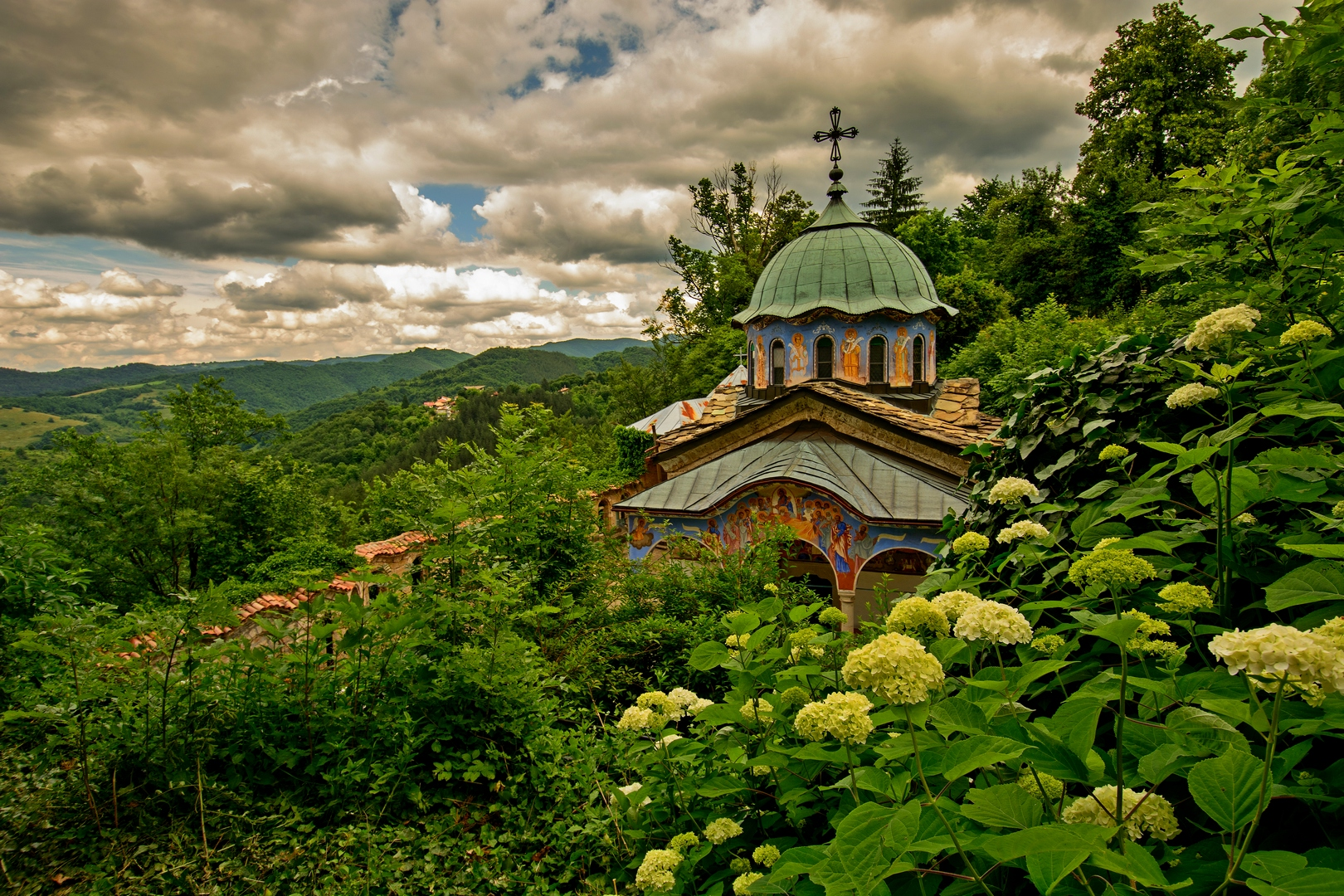
Das Kloster

Das Mariä-Entschlafens-Kloster von Sokolowa peschtera (bulgarisch Соколски манастир „Успение Богородично“, deutsch auch Falkenkloster, auch Kloster Gabrowo (Габровски манастир) oder Kloster Gabrowo-Sokolski (Габровско-Соколски манастир)) ist ein bulgarisch-orthodoxes Kloster in Nordbulgarien.
Das Kloster wurde 1833 von Joseph von Sokolowa gegründet und wird heute noch von Mönchen und Nonnen genutzt. Es ist der Diözese von Weliko Tarnowo unterstellt.

## Lage
Das Kloster Sokolski liegt in der Gegend Sokolowa peschtera (bulg. Соколова пещера, zu dt. Falkenhöhle) im Tal des Jantra-Flusses, an den Nordhängen des Balkangebirges. Das Kloster befindet sich ca. 4 km südlich des ethnografischen Freilichtmuseums Etar und 12 km südöstlich von Gabrowo. In unmittelbarer Nähe befindet sich in der Gegend Usana der geographische Mittelpunkt Bulgariens.
Vom Namen der Gegend leitet sich auch der Name des Klosters und der Beinamen des Hegumens (Klostervorstehers) ab. Erster Hegumen war Josif Sokolski.

## Geschichte
Die heutige Kirche wurde 1834 erbaut und 1862 mit Wandmalereien verziert. Die Weihe des Klosters erfolgte durch den griechischen Metropoliten Ilarion Kritski von Tarnowo am 15. August 1834. Die Ikonostase wurde ebenfalls 1862 von Meistern der Trjawna Schule angefertigt. Man glaubt, dass die Ikone der Gottes Mutter mit dem Jesuskind wundertätig ist. Ein wertvolles Architekturdenkmal ist der vom Baumeister Kolju Fitscheto im Hof errichtete Steinbrunnen.
Das Sokolski-Kloster war eng mit dem Befreiungskampf des bulgarischen Volkes verbunden. Im Jahre 1865 erfolgte hier die Fahnenweihe der Freischar von Hauptmann Djado Nikola und 1876 war das Kloster Sammelpunkt für die Gabrower Teilnehmer am Aprilaufstand mit Zanko Djustabanow an der Spitze. Im nördlichen Teil des Klosters befindet sich eine weitere Kapelle mit Ikonostase und Ikonen von Jesus Christus und der Mutter Gottes mit dem Jesuskind, vom bekannten Maler Sachari Sograf.